# Carl Pongratz
Carl Pongratz (* 9. April 1850 in Moldau-Thein im Bezirk Budweis; † 13. Jänner 1914 in Admont) war ein österreichischer Landtagsabgeordneter und Bürgermeister.

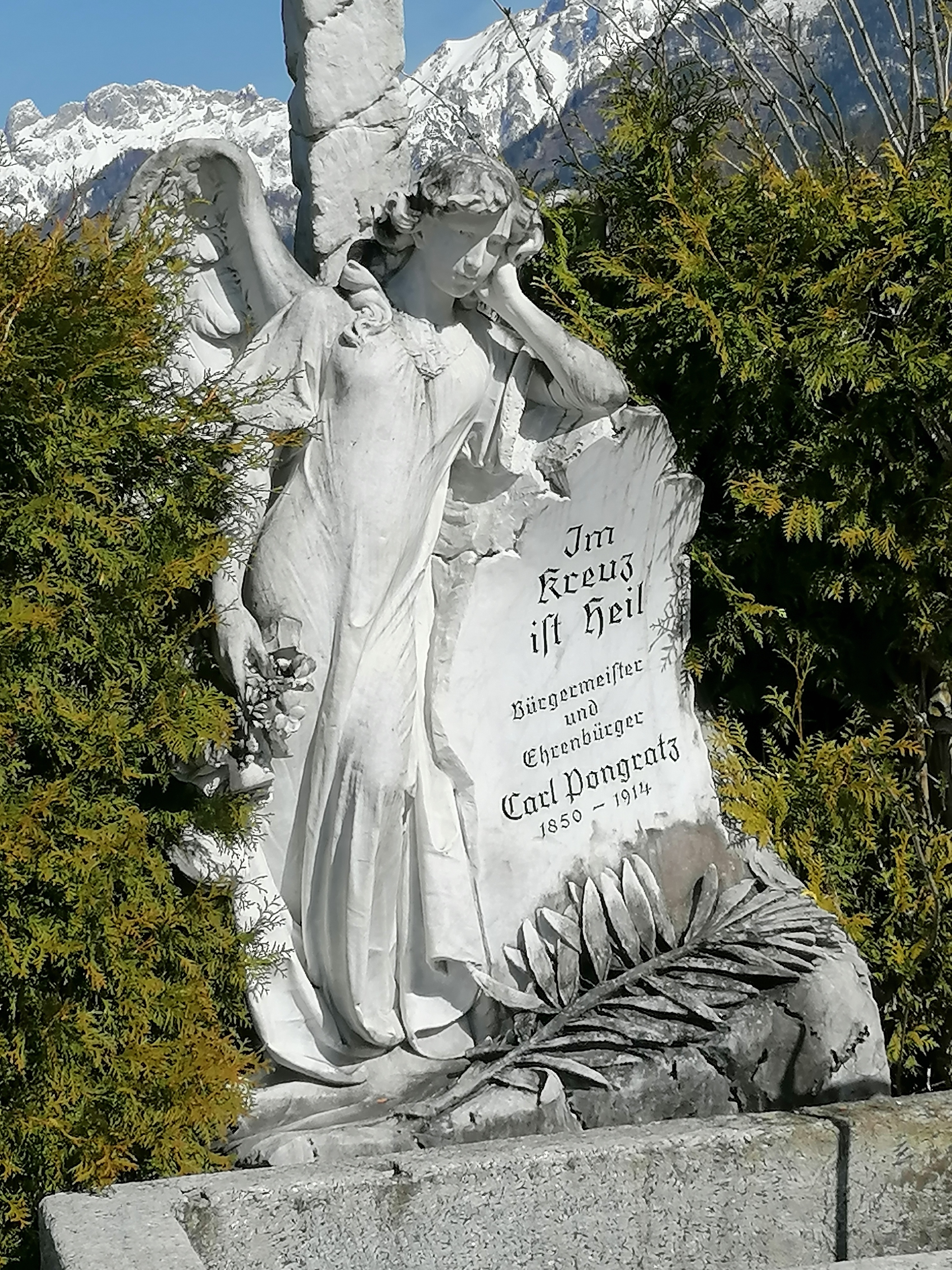
Grabdenkmal Carl Pongratz auf dem Admonter Friedhof

## Leben
Ursprünglich als Kaufmann in Admont tätig, wurde Pongratz erstmals 1876 zum Bürgermeister der Marktgemeinde Admont gewählt, eine Funktion, die er dann von 1884 bis zu seinem Tod 1914 ausübte. Als Mitglied der Deutschen Volkspartei vertrat er die Marktgemeinde im Steirischen Landtag.
Pongratz machte sich vor allem um den Ausbau der Infrastruktur des Ortes und der Einrichtung der Wasserversorgung sowie der Förderung des Fremdenverkehrs verdient. Die wichtigste Maßnahme war ab 1889 die aus Gründen des Hochwasserschutzes erfolgte Verlegung des bis dahin durch den Ort geführten Lichtmessbachs mit nun ausgemauertem Bachbett an den Westrand des Ortskerns. Während seiner Amtszeit wurde 1892 der Leopoldinenbrunnen durch den Besitzer der „Dampfsäge“, den Kaiserlichen Rat Max Gerstle, gestiftet, der dafür mit der Ehrenbürgerwürde ausgezeichnet wurde.
Zusammen mit dem Kartografen Gustav Freytag, dem Hotelier Franz Sulzer und dem Fotografen Franz Frankhauser gründete Pongratz 1893  die Sektion Ennsthal-Admont im Deutschen und Österreichischen Alpenverein, initiierte den Bau des Admonter Hauses und organisierte die alpine Rettungsstelle Admont.
1903 wurde Pongratz zum Admonter Ehrenbürger ernannt, gleichzeitig empfing er die höchste zivile Auszeichnung des Kaiserreichs, das Goldene Verdienstkreuz mit der Krone. Sein Grabdenkmal befindet sich auf dem Admonter Friedhof.
Pongratz war mit Josefine Schermeier aus Losenstein verheiratet, in deren Namen 1911 eine „Christkindlmarkt-Stiftung“ zur Unterstützung bedürftiger Schulkinder eingerichtet wurde.